# México en los Juegos Olímpicos de Montreal 1976
México estuvo representado en los Juegos Olímpicos de Montreal 1976 por un total de 97 deportistas, 92 hombres y 5 mujeres, que compitieron en 17 deportes.
La portadora de la bandera en la ceremonia de apertura fue la gimnasta Teresa Díaz Sandi.

## Medallistas
El equipo olímpico mexicano obtuvo las siguientes medallas:
| Nombre          | Deporte   | Competición    |
| --------------- | --------- | -------------- |
| Oro             |           |                |
| Daniel Bautista | Atletismo | 20 km marcha M |
| Plata           |           |                |
| —               |           |                |
| Bronce          |           |                |
| Juan Paredes    | Boxeo     | 57 kg M        |

## Resultados por deporte

### Basquetbol
Torneo masculino
Manuel Raga participó en sus terceros Juegos Olímpicos, Antonio Ayala en sus segundos Juegos Olímpicos.
Hasta 2020, esta ha sido la última participación de México en el baloncesto olímpico.
| Selección de Baloncesto de México |
| Jugadores                         |
| Nombre                            |
| Rubén Alcalá                      |
| Antonio Ayala Arias               |
| Samuel Campis                     |
| Jorge Flores)                     |
| Jesús García                      |
| Antonio Guerrero                  |
| Gabriel Nava                      |
| Rafael Palomar                    |
| Manuel Raga                       |
| Anastacio Reyes                   |
| Héctor Rodríguez                  |
| Manuel Sáenz                      |

| Fecha               | Ronda                            | Local  |                   | Resultado    |                               | Visitante       |
| ------------------- | -------------------------------- | ------ | ----------------- | ------------ | ----------------------------- | --------------- |
| 18 de julio de 1976 | Primera ronda - Grupo A          | México | Bandera de México | 77:120       | Bandera de la Unión Soviética | Unión Soviética |
| 19 de julio de 1976 | Primera ronda - Grupo A          | México | Bandera de México | 108:90       | Bandera de Japón              | Japón           |
| 21 de julio de 1976 | Primera ronda - Grupo A          | México | Bandera de México | 117:120 (OT) | Bandera de Australia          | Australia       |
| 23 de julio de 1976 | Primera ronda - Grupo A          | México | Bandera de México | 75:89        | Bandera de Cuba               | Cuba            |
| 24 de julio de 1976 | Primera ronda - Grupo A          | México | Bandera de México | 73:63        | Bandera de Canadá             | Canadá          |
| 25 de julio de 1976 | Semifinales por el noveno puesto | México | Bandera de México | 2:0          | Bandera de Egipto             | Egipto          |
| 27 de julio de 1976 | Partido por el noveno puesto     | México | Bandera de México | 84:89        | Bandera de Puerto Rico        | Puerto Rico     |

### Boxeo
| Atleta               | Evento     | Ronda de 64        | Ronda de 32        | Ronda de 16        | Cuartos de final   | Semifinales        | Final              | Final             |
| Atleta               | Evento     | Oponente Resultado | Oponente Resultado | Oponente Resultado | Oponente Resultado | Oponente Resultado | Oponente Resultado | Posición          |
| -------------------- | ---------- | ------------------ | ------------------ | ------------------ | ------------------ | ------------------ | ------------------ | ----------------- |
| Ernesto Ríos Jiménez | Peso mosca |                    | Pérez (VEN) P      | No avanzó          | No avanzó          | No avanzó          | No avanzó          | No avanzó         |
| Juan Paredes         | Peso pluma |                    | Alves (BRA) G      | Osagiri (JAP) G    | Choon (KOR) G      | Herrera (CUB) P    | No avanzó          | Medalla de bronce |
| Nicolás Arredondo    | Peso medio |                    | Din (PAK) P        | No avanzó          | No avanzó          | No avanzó          | No avanzó          | No avanzó         |

### Clavados
Carlos Girón y Porfirio Becerril compitieron en sus segundos Juegos Olímpicos.
| Atleta            | Evento                       | Preliminar | Preliminar | Final     | Final     |
| Atleta            | Evento                       | Puntos     | Posición   | Puntos    | Posición  |
| ----------------- | ---------------------------- | ---------- | ---------- | --------- | --------- |
| Porfirio Becerril | Trampolín 3 metros varonil   | 484.41     | 17         | No avanzó | No avanzó |
| Carlos Girón      | Trampolín 3 metros varonil   | 547.14     | 6          | 523.59    | 7         |
| Carlos Girón      | Plataforma 10 metros varonil | 540.75     | 4          | 513.93    | 8         |
| Ricardo Velarde   | Plataforma 10 metros varonil | 438.48     | 19         | No avanzó | No avanzó |
| Norma Baraldi     | Trampolín 3 metros femenil   | 336.12     | 23         | No avanzó | No avanzó |
| Norma Baraldi     | Plataforma 10 metros femenil | 278.31     | 25         | No avanzó | No avanzó |
| Déborah Weil      | Plataforma 10 metros femenil | 332.70     | 13         | No avanzó | No avanzó |

### Remo
Federico Scheffer compitió en sus segundos Juegos Olímpicos.
| Atleta            | Evento           | Cuartos de final | Cuartos de final | Repesca   | Repesca  | Semifinal | Semifinal | Final     | Final     |
| Atleta            | Evento           | Resultado        | Posición         | Resultado | Posición | Resultado | Posición  | Resultado | Posición  |
| ----------------- | ---------------- | ---------------- | ---------------- | --------- | -------- | --------- | --------- | --------- | --------- |
| Federico Scheffer | Scull individual | 7:32.55          | 5                | 7:37.98   | 6        | No avanzó | No avanzó | No avanzó | No avanzó |